# 하이파 항

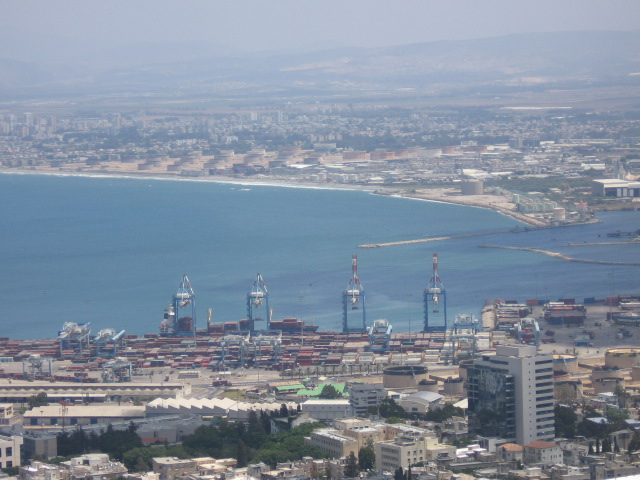
하이파 항.

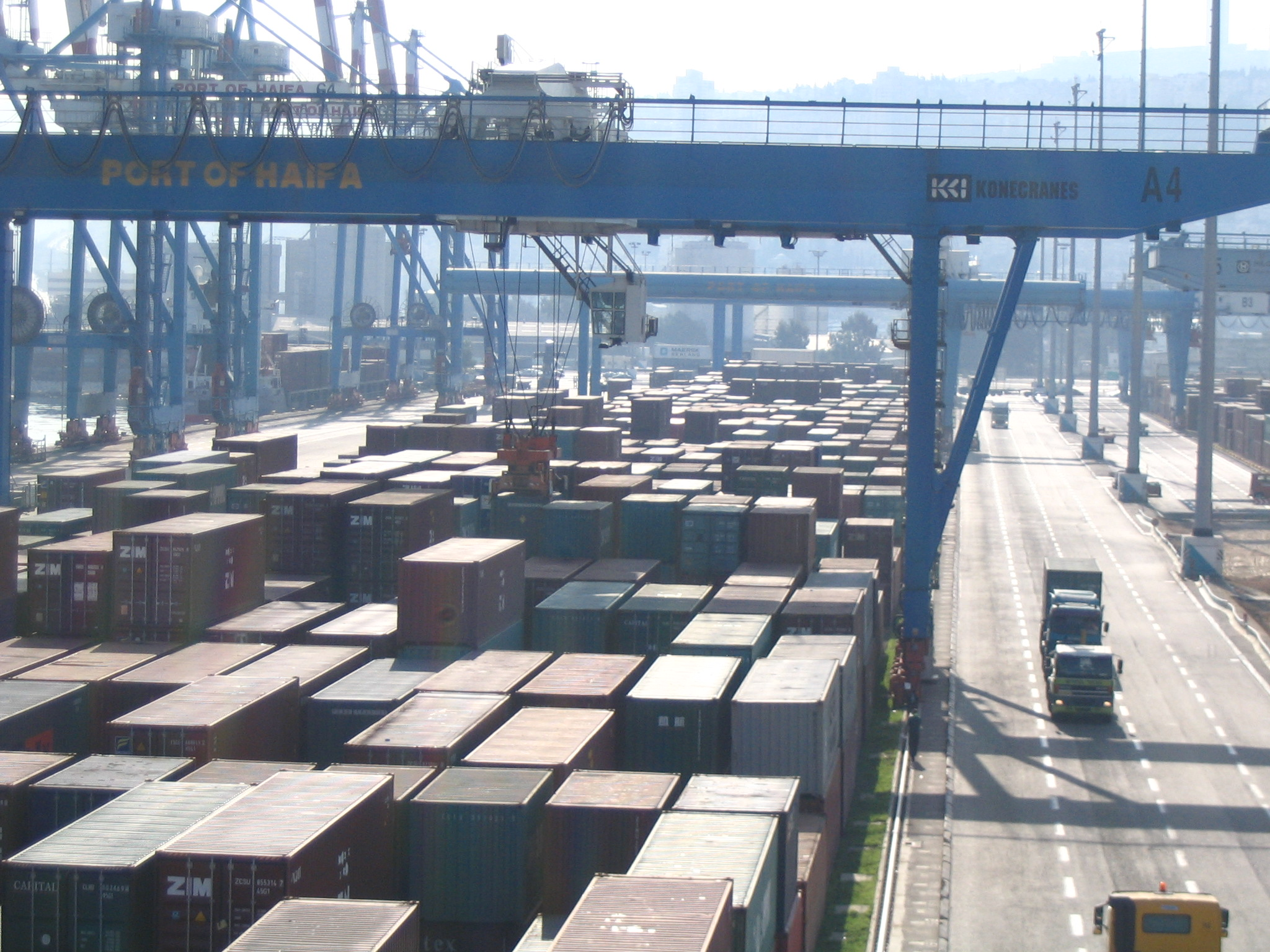
하이파 항. 콘테이너들이 쌓여 있다.

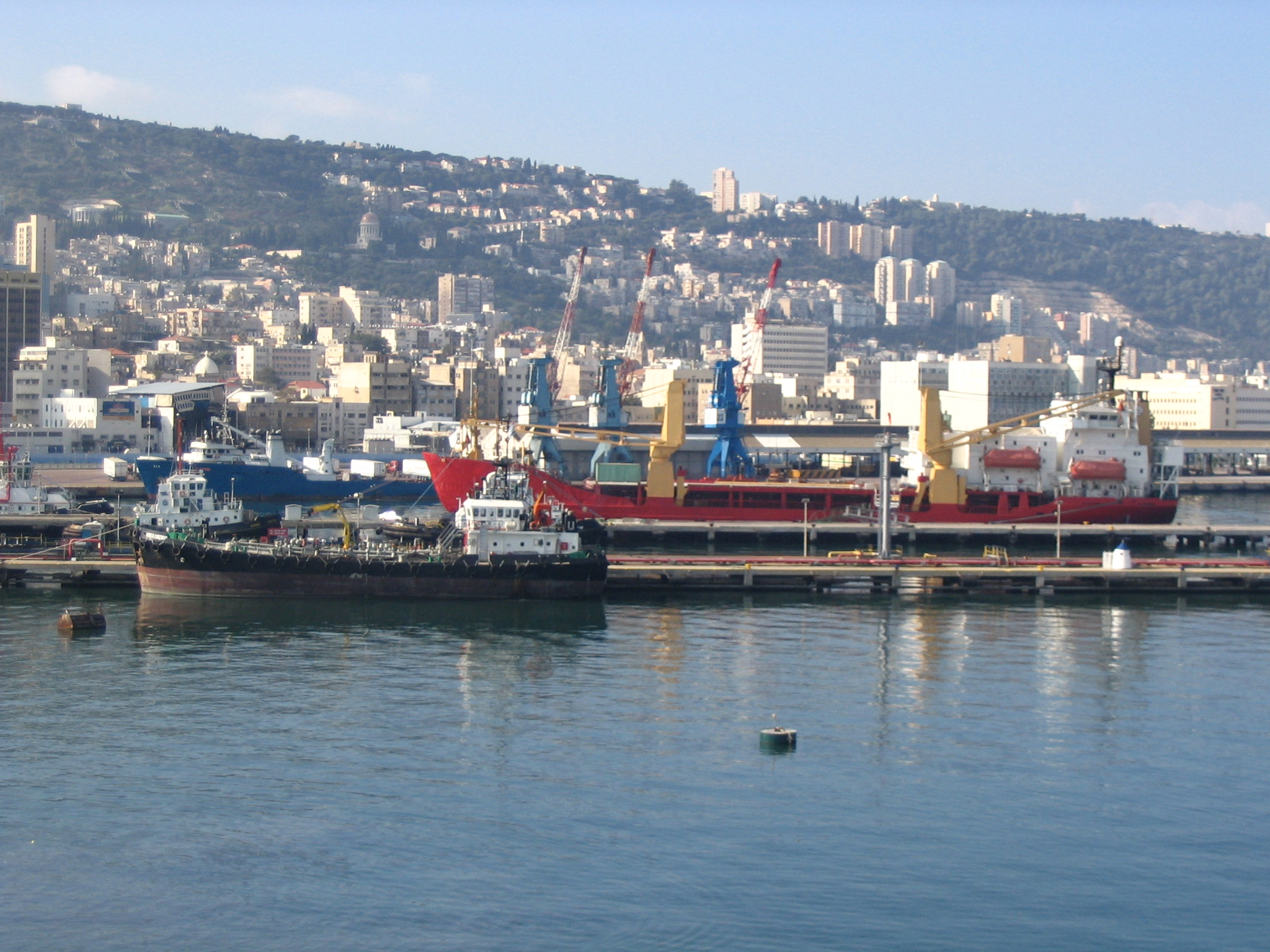
하이파 항. 부두에서 바라봄.

하이파 항(히브리어: נמל חיפה)은 이스라엘 최대의 항구이다. 아쉬도드 항과 에일라트 항과 더불어 이스라엘의 3대 국제 무역항 중 하나이다. 자연적으로 물이 깊어 연중 24시간 서비스를 계속할 수 있다. 하이파 항은 여객 및 화물을 모두 다룬다. 2004년에는 연간 2천 1백만 톤의 화물을 취급하였다.
대략 연간 2천 2백만 톤의 화물을 부린다. 1000여 명의 항구 노동자들이 항구에서 일한다. 크루즈 선이 항구에 정박해 있는 경우에는, 항구 노동자 수는 5000여 명으로 급증하기도 한다.

## 역사
하이파 만은 선사시대때부터 어부들의 휴식처가 되어 왔다. 1100년 십자군이 하이파를 점령했을 당시, 하이파는 꽤 중요한 도시로 성장하였다. 갈릴리 지방의 수도였던 티베리아스로 접근할 수 있는 주 항구 역할을 하였다. 하지만, 맘루크 조가 통치할 시기에 하이파는 황폐화되었다. 심지어 18세기에는 해적들의 소굴로 악명이 높았었다.
20세기까지만 해도, 에이커 항이 이 지역의 주 항구 역할을 수행했다. 하지만 이 항구는 침적토에 의해 점점 막혀들어갔으며, 큰 배가 정박할 수 없었다. 하이파 항의 잠재적인 가능성을 처음으로 알아본 사람은 시온주의의 아버지 테오도르 헤르츠였다. 1898년 그의 저서 《알트누랜드》(AltNeuland)에서 그는 이 마을에 대한 예언적인 저술을 기록하였다.
항구 공사는 1922년 착공되었다. 항구는 1933년 10월 31일 공식적으로 완공되었다. 이 항구가 완공되자, 하이파 시는 급속도로 번창해나갔다. 1936년에는 도시 인구가 10만 명을 넘어섰다. 하이파 항은 제2차 세계 대전 종전 후 이스라엘 이민자들이 이스라엘로 들어오는 관문이 되었다. 제1차 중동 전쟁 후 이스라엘 인접 중동 국가들이 이스라엘 쪽의 국경을 폐쇄하였다. 이에 하이파 항이 이스라엘과 다른 제3국가를 이어주는 중대한 관문역할을 하게 되었으며, 이스라엘이 경제적인 수퍼파워를 갖게 해 나가는 데 있어서 결정적인 역할을 하였다. 약 100년 전 테오도르 헤르츠가 예언했던 것처럼, 오늘날 이 항구는 화물 및 여객을 활발히 부산스런 대도시 지역으로 끌어들이고 있다.
이 항구는 몇 건의 해상 사고와 관련이 있다. 예를 들면, 1940년 여객선 침몰 사고인 파트리아 사고에서는 267명이 사망하였다. 셀리 호 침몰 사고 때는 2명이 사망하였다.

## 최근
최근 5년간 10억 NIS가 항구 진흥에 투자될 예정이다. 수퍼 포스트-파나막스 크레인 설비를 갖춘 700m 접안 시설, 현대적 야적 시설 등에 투자될 전망이다. 관문 시설 및 전산화된 관리 운영 시스템 등에도 투자될 전망이다.
현재 운영 회사의 이사장은 Hermesh David 씨이고, 대표는 Uzani Amos 씨이다.

## 시설
하이파 항에는 많은 수의 화물 터미널이 있다. 여러 대의 선박을 동시에 정박시켜 짐을 부릴 수 있다. 항구 인근에는 철도 터미널이 있으며, 이를 통해 이스라엘 각 지역으로 화물을 손쉽게 운송시킬 수 있다. 항구에는 어선용 부두, 요트 클럽, 해안 산책길, 화학물질 터미널도 있다. 하이파 항은 2003년 한 해에만 2천만 톤 이상의 화물을 취급하였다. 2006년에는 3 개의 부두를 더 완공하여, 화물 취급 능력을 끌어올렸다.
미국 제 6 함대의 정비 시설이 하이파 항에 있다.